# Harouna Gabde
Harouna Doula Gabde (10 gennaio 1966) è un allenatore di calcio nigerino.